# Sheree J. Wilson
Sheree J. Wilson (n. 12 decembrie 1958, Rochester, Minnesota, SUA) este o actriță americană, care a interpretat rolul April Stevens în filmul serial distribuit de către CBS Dallas, în perioada 1986-1991.

## Filmografie
- Walker, polițist texan
- Dallas